# Marine Dateninfrastruktur Deutschland (MDI-DE)

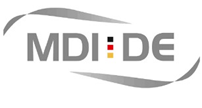
Marine Dateninfrastruktur Deutschland (MDI-DE)

Die Marine Dateninfrastruktur Deutschland (MDI-DE) ist eine fachbezogene Geodateninfrastruktur. Sie realisiert einen Zugang zu öffentlich zugänglichen, behördlichen Daten und Anwendungen für das deutsche Meeres- und Küstengebiet.
Die MDI-DE ist ein Kooperationsprojekt verschiedener Landes- und Bundesbehörden mit Verantwortlichkeiten in der deutschen Küstenzone von Nordsee und Ostsee sowie den angrenzenden Meeresgebieten. Thematisch werden Informationen aus dem Küsteningenieurwesen, dem Küstengewässerschutz, dem Meeresumweltschutz und dem Meeresnaturschutz über ein gemeinsames Portal mit Recherche-, Darstellungs- und Download-Optionen als zentralen Einstiegspunkt angeboten.
Insbesondere werden nationale und internationale Informationspflichten der Behörden an die Europäische Union und Regionalabkommen zu Nord- und Ostsee gemeinsam unter Nutzung der MDI-DE wahrgenommen. Dabei werden Prinzipien wie OpenData und FAIR (Findable, Accessible, Interoperable, Reusable) umgesetzt.

## Geoportal

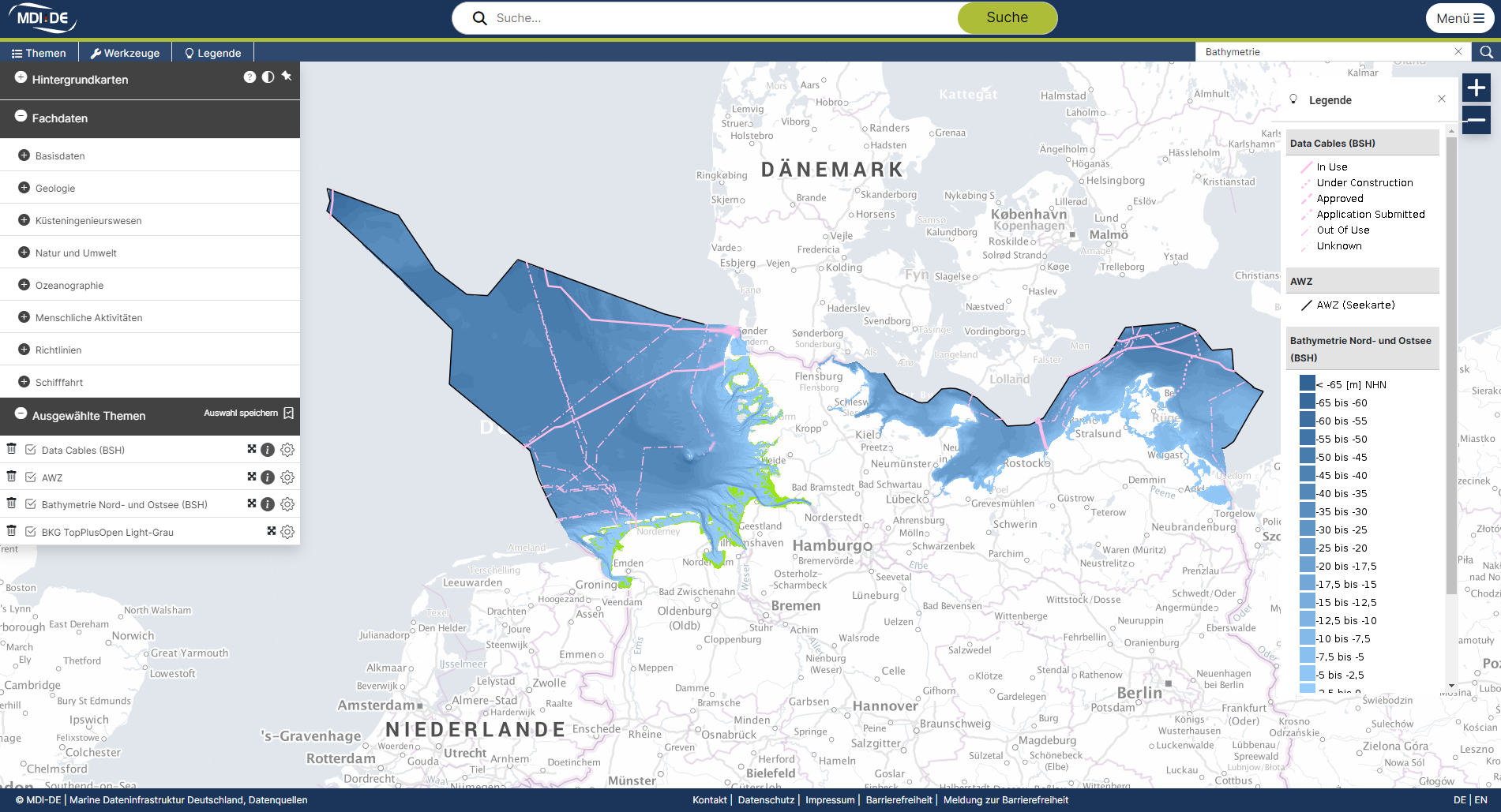
Geoportal der MDI-DE

Das Geoportal der MDI-DE ermöglicht in erster Linie eine behördenübergreifende, Webdienst-basierte Suche nach amtlichen Daten und Karten zum Küsten- und Meeresbereich sowie nach harmonisierten Datenprodukten. Diese sind in Basisdaten, Geologie, Küsteningenieurwesen, Natur und Umwelt, Ozeanographie, Menschliche Aktivitäten, Richtlinien sowie Schifffahrt kategorisiert. Die Suchergebnisse können in Karten dargestellt und heruntergeladen werden.
Für die systematische Recherche stehen die Suchfunktionalität des Metadaten-Systems NOKIS und des Küsten-Gazetteers zur Verfügung. Der im Geoportal integrierte Metadatenkatalog berücksichtigt bei der Suche die Informationen aller Mitgliedsbehörden. Die Suchfunktion wird durch eine Schnellsuche und passende Filteroptionen unterstützt, um Suchergebnisse übersichtlich kategorisieren, zielgerichtet einschränken und verfeinern zu können. Die Trefferlisten enthalten Links zu Download und Darstellungsmöglichkeiten der Daten im Geoportal.

## Organisation
Die MDI-DE wurde 2010 – 2013 in einem vom BMBF geförderten KFKI Forschungs- und Entwicklungsprojekt als Netzwerk von verteilten Infrastrukturknoten aufgebaut. Nach Projektabschluss haben Partner des Bundes und der Küstenländer 2014 eine unbefristete Verwaltungsvereinbarung (VKoopUIS Projekt 49) zum Betrieb, zur Pflege und zur Weiterentwicklung der MDI-DE geschlossen und zukünftige Finanzierung, Organisationsform und Leistungsumfang vereinbart.
Eine interministeriell besetzte Lenkungsgruppe verabschiedet das jährliche Arbeitsprogramm und beschließt den laufenden Haushalt für den Betrieb und Weiterentwicklungen. Die Projektleitung und die Bewirtschaftung des Budgets werden derzeit vom BfN wahrgenommen. Die Projektgruppe bestimmt die strategische und fachliche Ausrichtung im Einvernehmen mit der Lenkungsgruppe. Sie schlägt fachbezogene Auftragsvergaben vor und begleitet deren Umsetzung. 

## Technische Infrastruktur

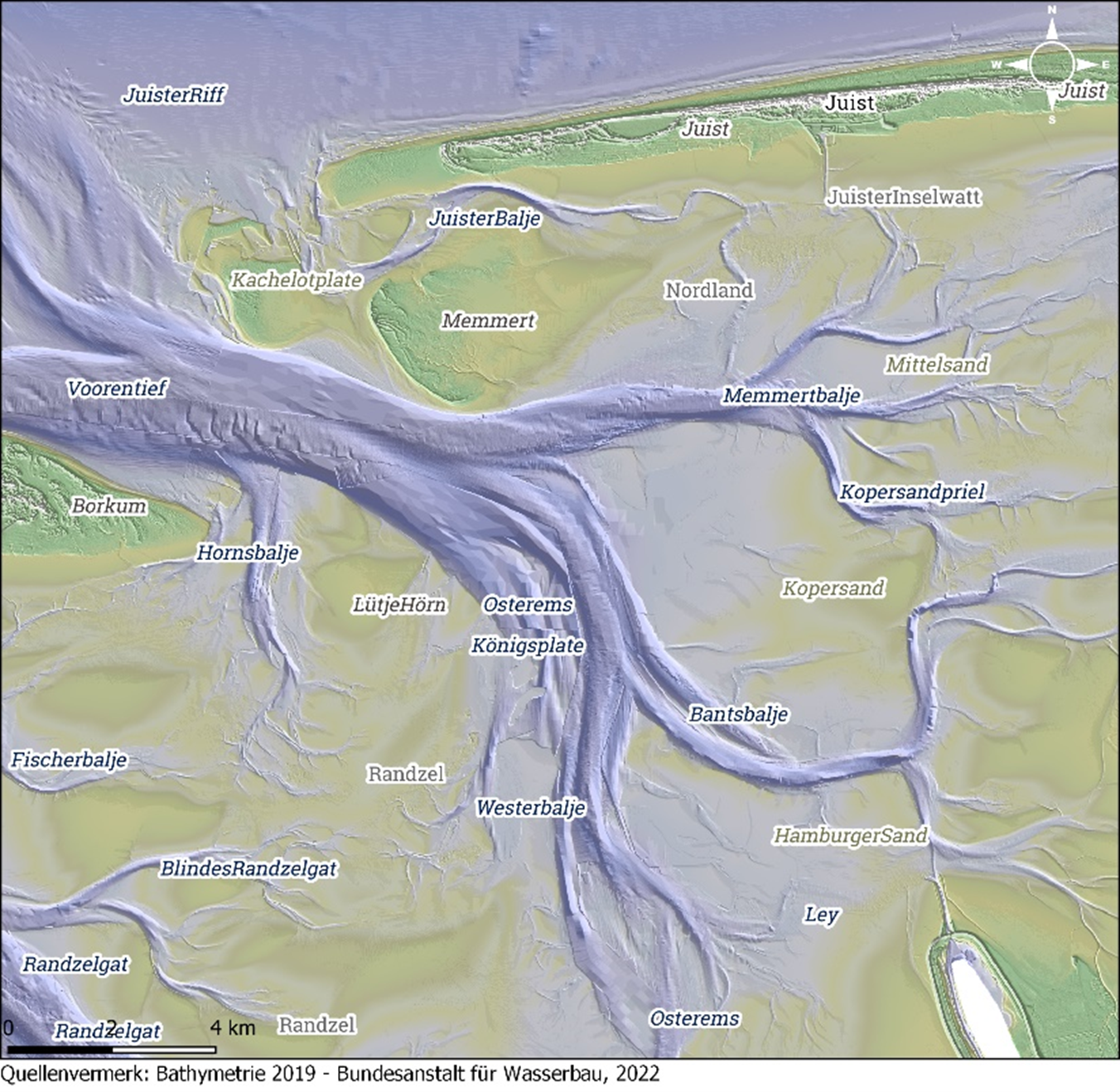
Küsten-Gazetteer

Die MDI-DE besteht aus einem Netzwerk von verteilt betriebenen sogenannten Infrastrukturknoten bei den Partnern, mit denen das MDI-DE Geoportal als zentraler Einstiegspunkt für homogenisierte und interoperable Küsten- und Meeresdaten betrieben wird.
Vom Open Geospatial Consortium (OGC) spezifizierte Schnittstellen zur Visualisierung mit dem Web Map Service (WMS) und zum Download mit dem Web Feature Service (WFS) stellen die Durchgängigkeit der Daten von der Datenquelle bis zu den Zielsystemen wie bei der GDI-DE und dem INSPIRE-Portal sicher. Über die standardisierte Katalogschnittstelle Catalog Service Web (CSW) werden Metadaten ausgetauscht.
An jedem MDI-DE Infrastrukturknoten werden die dort vorhandenen Daten und Dienste mit ISO-19115-Metadaten beschrieben und über eine CSW-Schnittstelle bereitgestellt. Das Metadaten-System der MDI-DE (NOKIS: Nord- und Ostsee-Küsteninformationssystem) ruft diese regelmäßig automatisch ab und bildet daraus einen übergreifenden Suchindex für die Recherche im Geoportal.
Dieser Metadaten-Katalog wird seinerseits durch die GDI-DE geharvestet, sodass alle in der MDI-DE indexierten Metadatensätze auch in der GDI-DE auffindbar sind.

## Küsten-Gazetteer
Die MDI-DE bietet als weitere Kartenanwendung einen Küsten-Gazetteer. Dieses Ortsnamensregister für die deutschen Meeres- und Küstengebiete bietet den Zugriff auf über 10.000 historische und aktuelle Ortsnamen und zugehörige Geometrien. Damit kann etwa die Küstendynamik im Wattenmeer oder die sprachliche Entwicklung von Ortsbezeichnungen nachvollzogen werden.